# ファミリーレストラン
ファミリーレストランは、外食産業の一つで、チェーンストア方式の比較的安価で営業時間の長いレストランのことであり、アメリカのコーヒーショップを参考にしつつ日本で独自に発達させた形態であり、国際的な統計ではクイックサービスレストラン（ファーストフード店）とダイニングレストラン（フォーマル）の中間にある《カジュアルダイニングレストラン》に相当する。略称はファミレス。

## 概要
外食産業としてのファミリーレストランは、チェーンストアとして展開している、家族連れを主な対象としている、メニューに洋食・和食・中華を広く含むといったことを特徴としている。ファミリーレストランは1970年代に確立されたビジネスモデルであり、モータリゼーションの進んだアメリカの郊外に立地するコーヒーショップが参考になっている。同じ味をスピーディーに比較的安価に提供するために、セントラルキッチンで作った半調理食材を各店舗に配送し、各店舗では仕上げの調理のみを行う方式を採用していることが多い。
起源
「ファミリーレストラン」という用語は、主にファミリー客層を想定したレストランとしてロイヤルの創業者江頭匡一が造った言葉が全国的に広まったものであるが、ロイヤルホストはカジュアルレストランと呼ぶ。これとは別にことぶき食品の横川兄弟がモータリゼーションの進んだアメリカのコーヒーショップ（en:coffee shop）を参考に、当初「ドライブレストラン」と称して展開したすかいらーくがあり、今の統計ではこちらの類型をファミリーレストランと呼ぶ。それぞれの意味で両者が日本のファミリーレストランの起源である。その結果、現在の日本の統計（農林水産省「外食産業に関する基本調査結果」）の業態区分では、ファミリーレストランとカジュアルレストランの2つに区分している。
客単価など
日本の旧商業統計には、ファミリーレストランとは客単価が500円〜2000円、料理提供時間が3分以上で、客席は80席以上あることという定義があった。旧商業統計の分類によるとファミリーレストランの客単価は、ディナーレストランよりも低いが、ファーストフードよりは高く、ファーストフードよりも料理提供時間が長いものをいい、ファミリーレストランはカジュアルレストランとほぼ同じものとされていた。一方、農林水産省「外食産業に関する基本調査結果」の業態区分では、来客1人あたりの消費金額が700円以上1500円未満で料理提供時間がおおよそ3分から10分のものをファミリーレストランとしており、カジュアルレストラン（料理提供時間はおおよそ3分から10分だが来客1人あたりの消費金額が1500円以上2000円未満のもの）とは区別されている。
料理を提供する方式
ファミリーレストランは、セントラルキッチン（一次加工工場）であらかじめ原材料を半加工しておいたものを各店舗に配送し、各店舗にて最終的な仕上げの調理を行うことで、多くのメニューをスピーディーかつリーズナブルに提供できることが特徴になっている。
営業時間
営業時間が比較的長いことも特徴であり、深夜まで営業している店舗が多く、一部に24時間営業を行っている店舗がある。

## セントラルキッチン方式
ファミリーレストランではセントラルキッチンで複数の店舗の食材を集中調理し、各店舗では配送されたものに最終的な仕上げの調理だけを行うことで食材の仕入れと調理を合理化している。セントラルキッチンから配送され、店内の店舗の冷蔵・冷凍室にストックされた料理を、各店舗で湯煎や電子レンジ・オーブンで暖める・焼くなどして加熱し、彩りの野菜などを添えて食器に盛り付け、料理の最終的な仕上げを行って客に提供する。
セントラルキッチンで同じ製法で一括調理することにより、店舗立地が違っても同じ味の料理を提供することが可能となる。客にとっては、どこの店舗に入っても当たり外れがなく同じ味を楽しめるという利便性を与える。商業面では、調理作業と食材仕入れの効率化、味や品質の一定化が図れる。店舗には本格的な調理厨房が不要となるため敷地面積を最大限に活用することができる。また専門技術を持った料理人を雇用する必要もなく、店舗スタッフはマニュアルに従って配膳すればよいため、アルバイトなど非正規雇用の従業員で店舗運営を行うことが可能となる。商品コストや人件費を低減し、品質を均一化した料理を大量供給することで、客単価を下げても利益を上げることができる。

## 歴史
福岡県福岡市中洲で創業の高級レストランのロイヤルが、1959年、新天町にロイヤルを開業しファミリーレストラン（大衆向けレストラン）と称した。
神奈川県横浜市保土ケ谷区で創業した、ハングリータイガーが、1969年にハンバーグ専門のドライブレストランを保土ケ谷に開業、安価なチェーン店レストランが普及する新時代のさきがけとなる。　
ロイヤルが、1969年にセントラルキッチンシステム制を採用し、1970年大阪万博アメリカゾーンにステーキハウスロイヤルを出店、1971年12月には、郊外型店舗のロイヤルホスト1号店を北九州市八幡区黒崎に開業した（カウボーイ家族青山店に業態転換した後、2022年6月30日に閉店）。
東京都で創業したすかいらーくが、1970年7月7日に、ドライブレストランで、すかいらーく1号店である国立店を開業した（同店はその後、ガスト国立店として2024年1月8日まで営業した）。
以後しばらくは、関西以西を中心にロイヤルホストがファミリーレストランと称し、東日本を中心にすかいらーくがドライブレストランと称しチェーン展開した。この経緯もあってか、その後も前者は自社の店舗の業態をファミリーレストランと呼ぶのに対し、後者はこの呼称を避ける傾向にある。
1973年にはイトーヨーカ堂がアメリカのデニーズ社と提携して株式会社デニーズジャパンを設立し、翌1974年に1号店を横浜市のイトーヨーカドー上大岡店1階に開業した（イトーヨーカドー上大岡店の改築に伴い2017年3月20日に閉店）。
また同1973年5月に、株式会社サイゼリヤ（当時は株式会社マリアーヌ商会）が千葉県市川市でイタリアン・レストランの1店舗目を開店し、1977年12月には3店舗目を開店してチェーン展開を開始し、1992年6月に50店舗目の「新札幌駅ビル店」を、1994年7月に通算100店舗目となる「江ノ島店」を開店し、低価格路線で新規の開店を加速させていった。本八幡駅北口の1号店は「サイゼリヤ1号店教育記念館」として保存されている。
カスミが運営していたココスを2000年7月にゼンショーが買ったり、「ステーキのどん」「どん亭」「フォルクス」などを運営していた株式会社どんを2015年9月1日に吉野家ホールディングスが完全子会社化し商号を株式会社アークミールにするなど、牛丼店として始まった企業グループもファミリーレストランを傘下におさめて運営するようになっている。
かつては24時間営業を行っている店舗が多かったが、電通事件を受けた労働体制の見直しで、2017年にはロイヤルホストが、2020年にはすかいらーくが24時間営業を完全廃止するなど、営業時間の見直しが進んで深夜営業の店は無くなっている。

## 主なファミリーレストラン

### グループ展開するチェーン
- すかいらーくグループ
  - ガスト
  - ステーキガスト
  - バーミヤン
  - ジョナサン
  - 藍屋
  - 夢庵
  - グラッチェガーデンズ
  - しゃぶ葉
  - トマトアンドアソシエイツ
  - スカイラークガーデンズ（閉店）
  - イエスタデイ（閉店）
  - ビルディ（閉店）

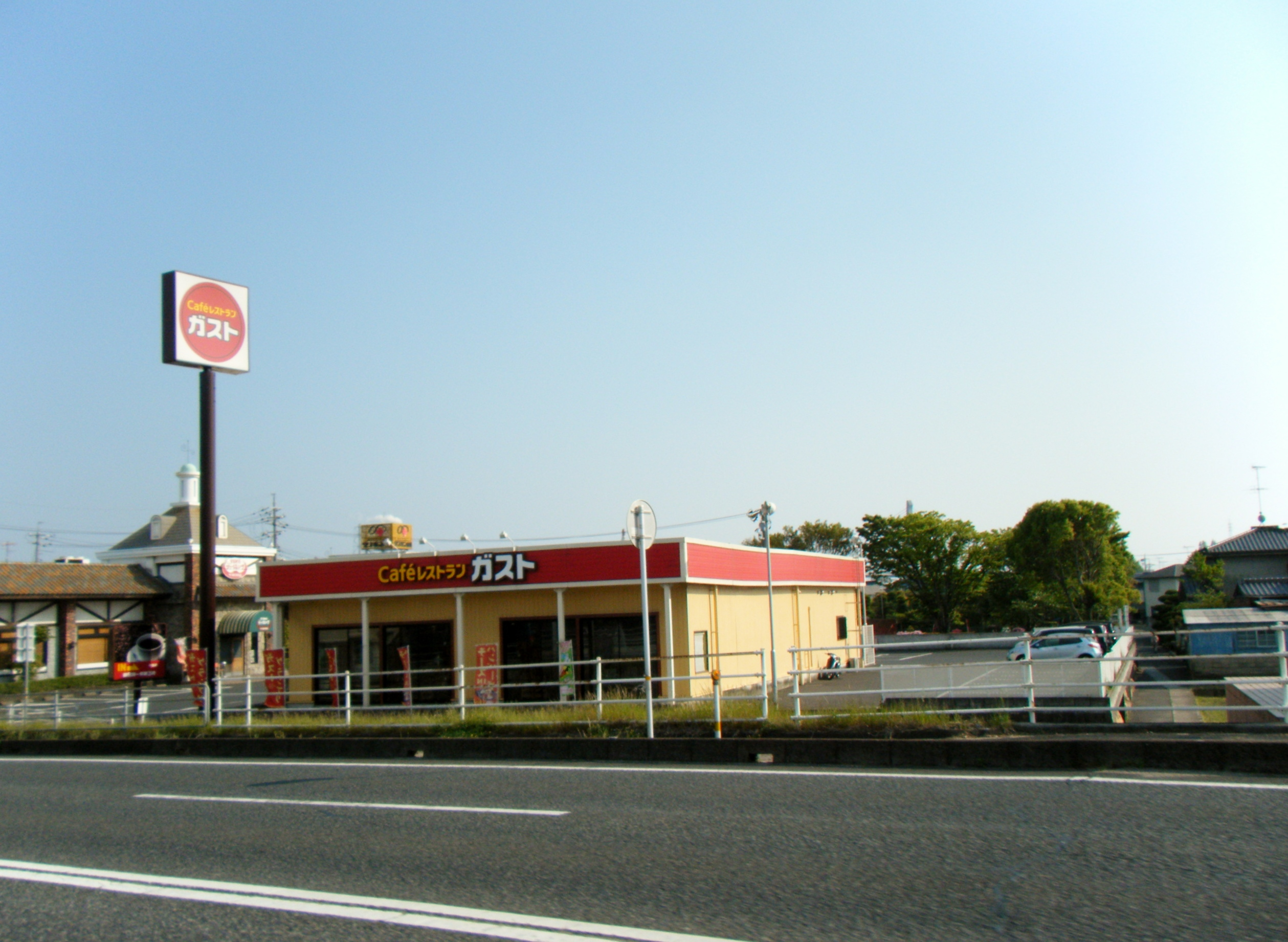
ガスト
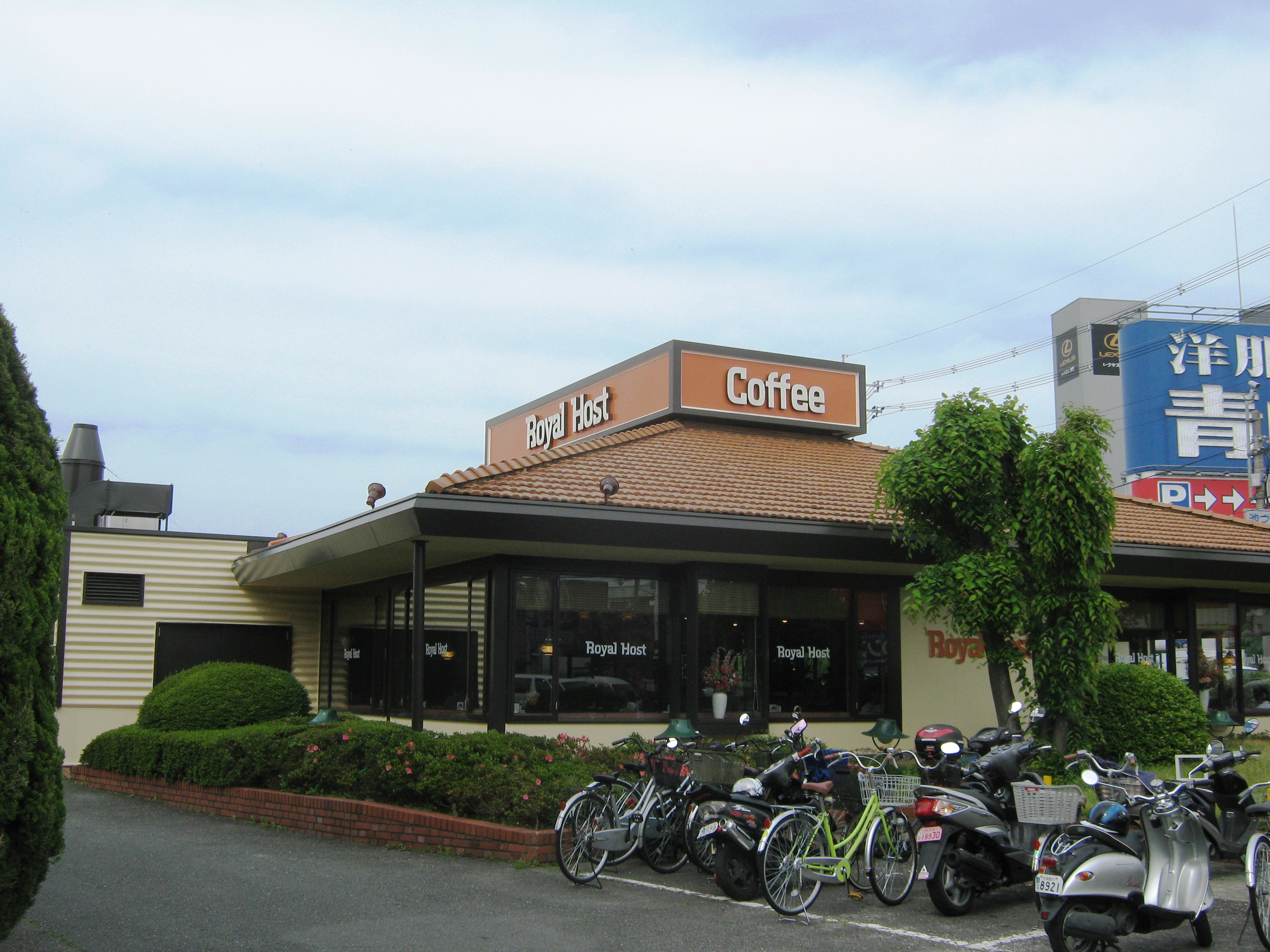
ロイヤルホールディングス
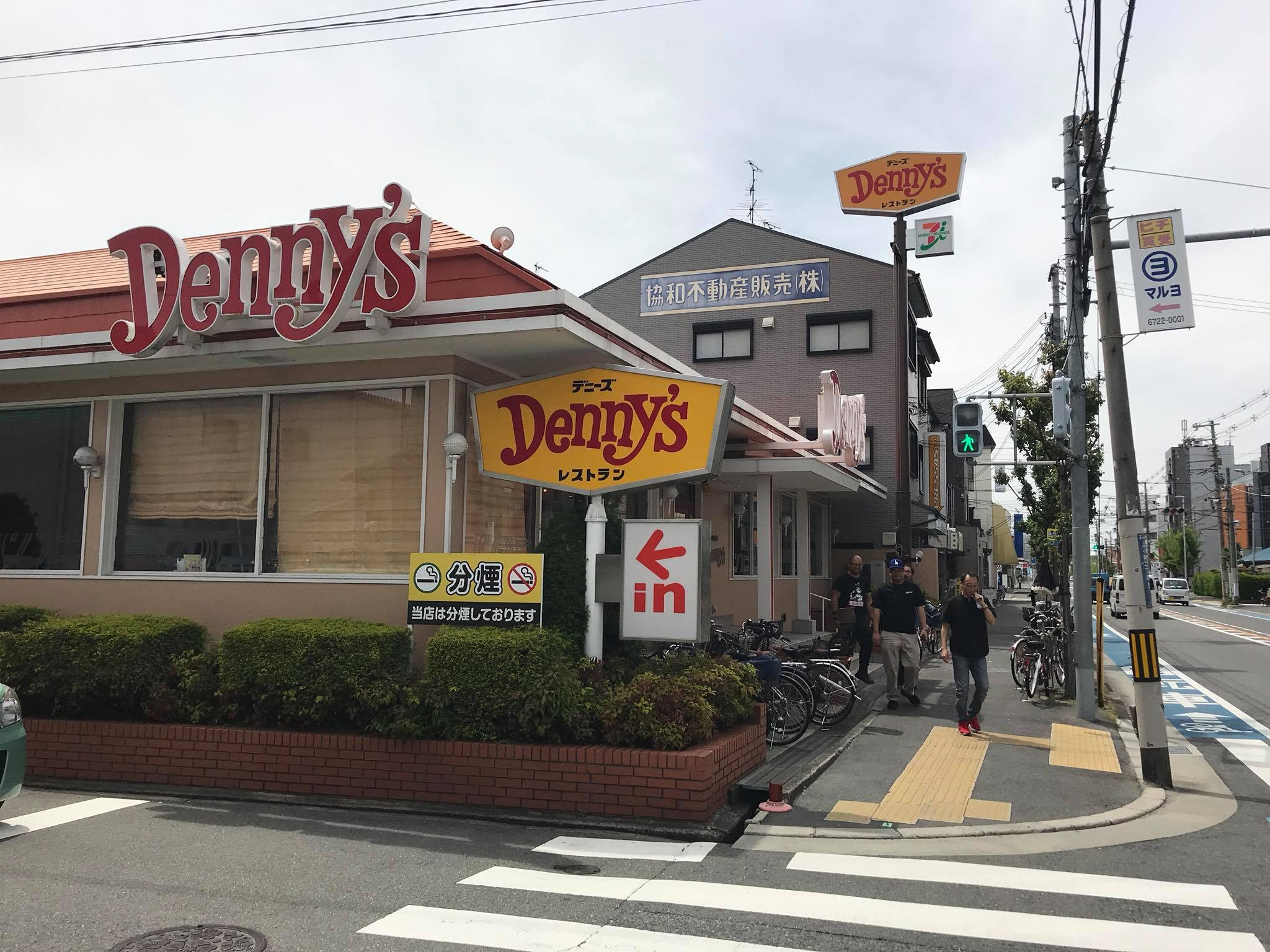
デニーズ
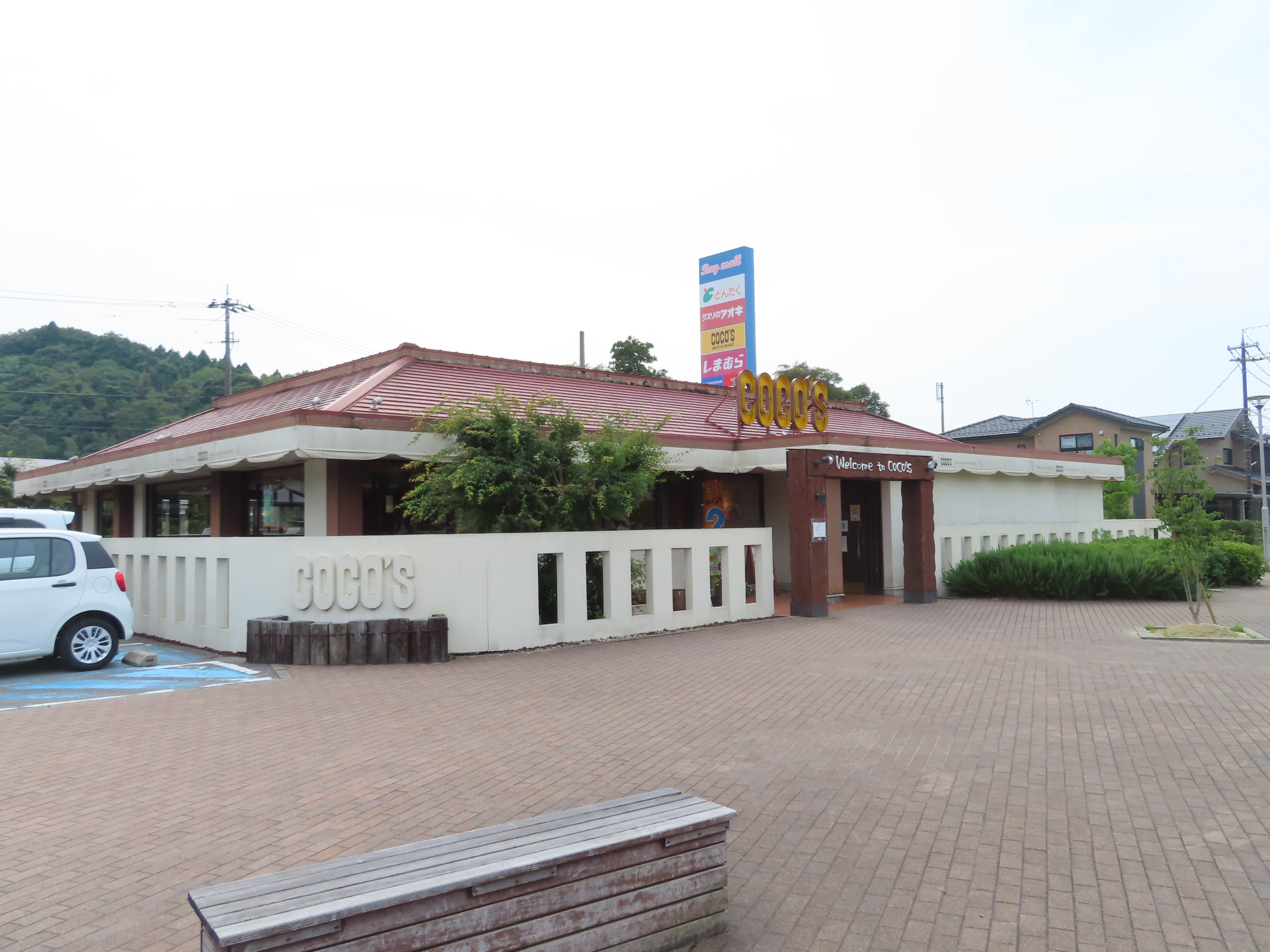
ココス
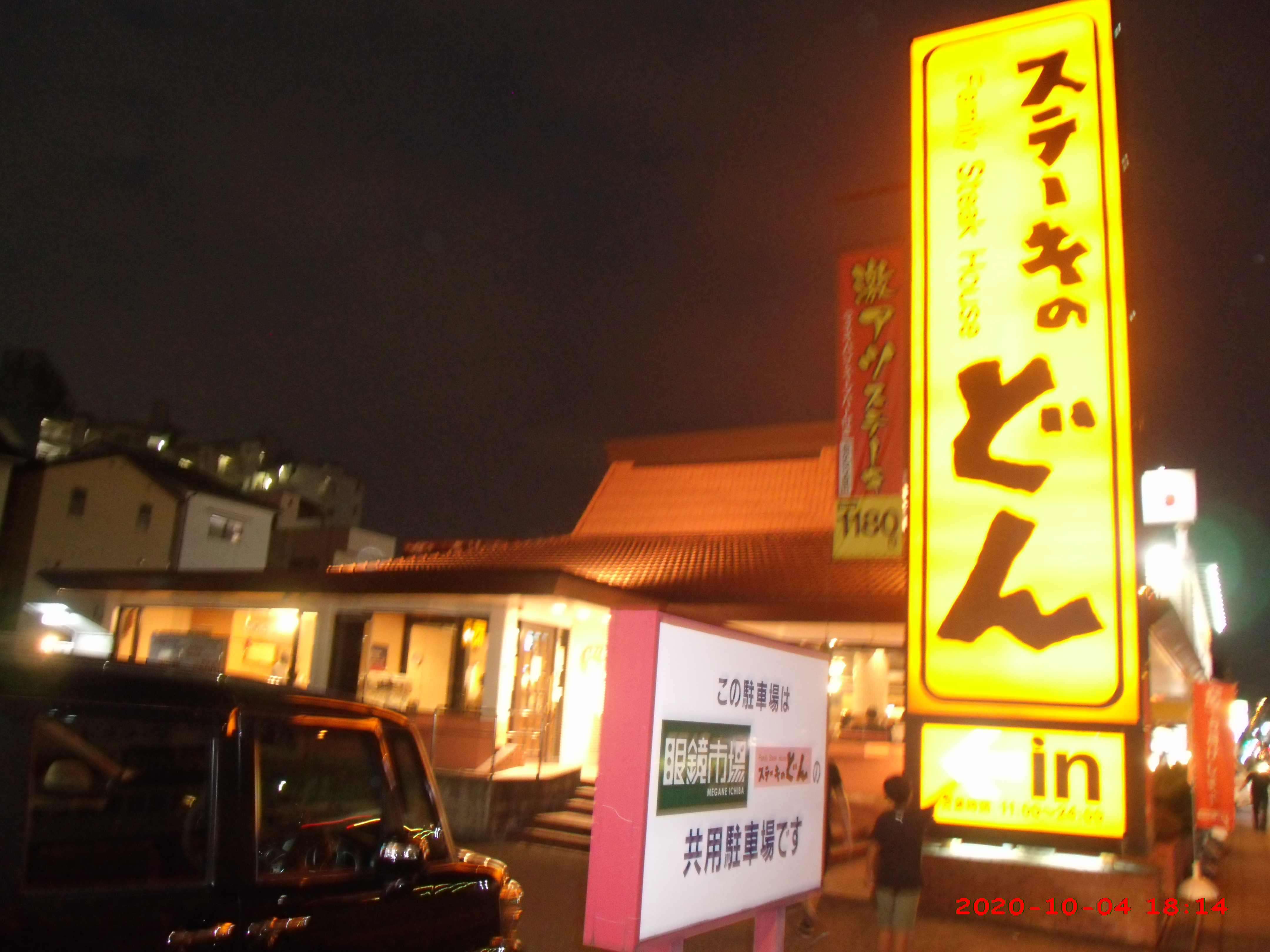
ステーキのどん
  - ロイヤルホスト
  - ロイヤルガーデンカフェ
  - シズラー
  - シェーキーズ
- セブン&アイ・フードシステムズ
  - デニーズ
  - ファミール（閉店）
- ゼンショーグループ
  - ココス
  - ビッグボーイ
  - ジョリーパスタ（旧：サンデーサン）
  - 華屋与兵衛
  - オリーブの丘
- アークミール（吉野家ホールディングス）
  - ステーキハウスフォルクス
  - ステーキのどん
  - しゃぶしゃぶどん亭
- 井村屋グループ
  - アンナミラーズ（閉店）

- ガスト
- ロイヤルホスト
- デニーズ
- ココス
- ステーキのどん

### 広域展開するチェーン
- サイゼリヤ
- ジョイフル
- びっくりドンキー
- 不二家レストラン
- 和食さと（SRSホールディングスグループ）
  - 家族亭
- サガミホールディングス
  - サガミ・味の民芸
- ステーキハンバーグ&サラダバー けん（エムグラントフードサービス→焼肉坂井ホールディングス）
- カプリチョーザ
- ポポラマーマ
- ヴォーノ・イタリア（ル・クール→NUKコーポレーション）
- 神戸屋レストラン
- サンマルク・バケット
- ピアーサーティー
- ブロンコビリー

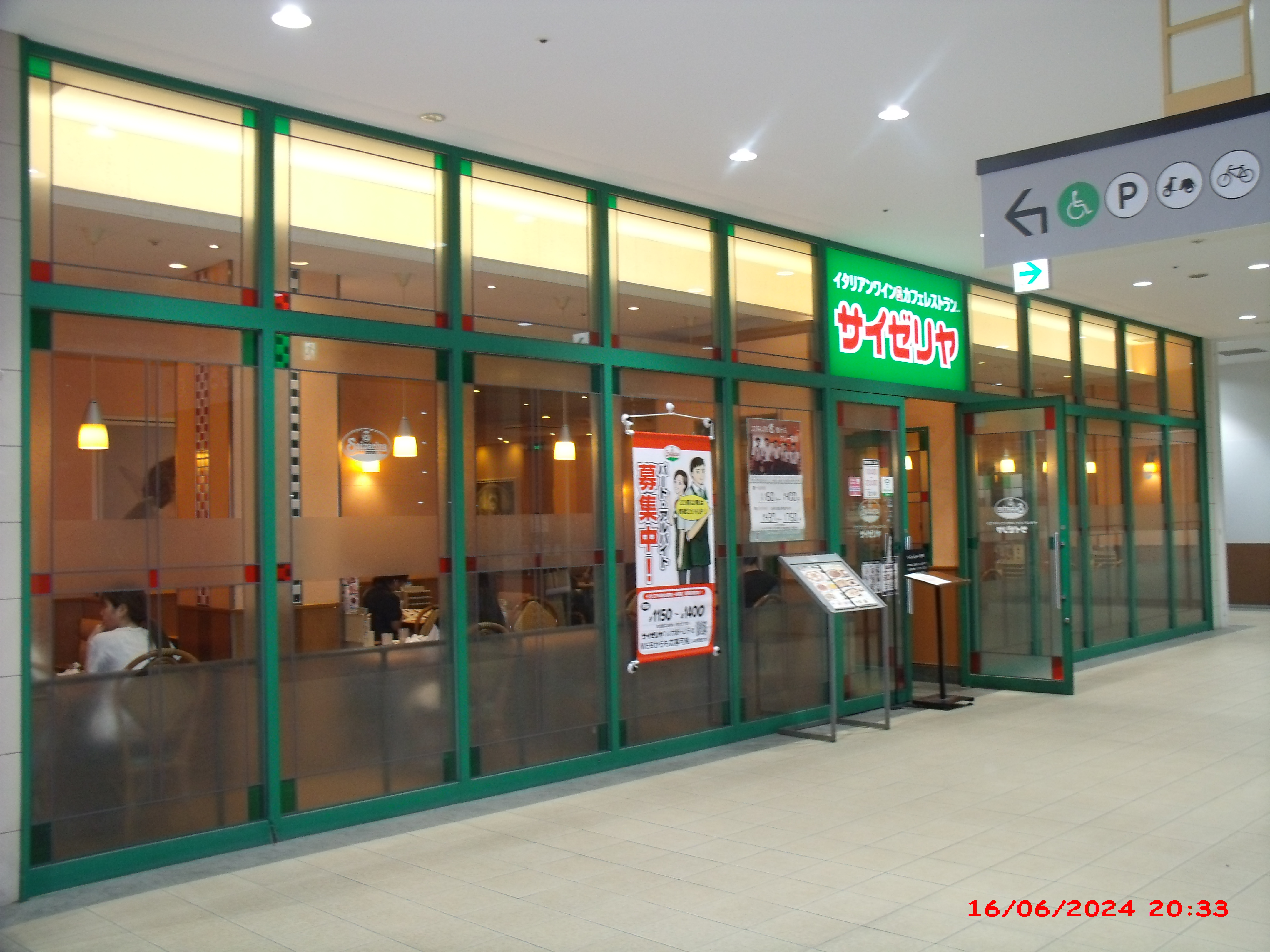
サイゼリヤ
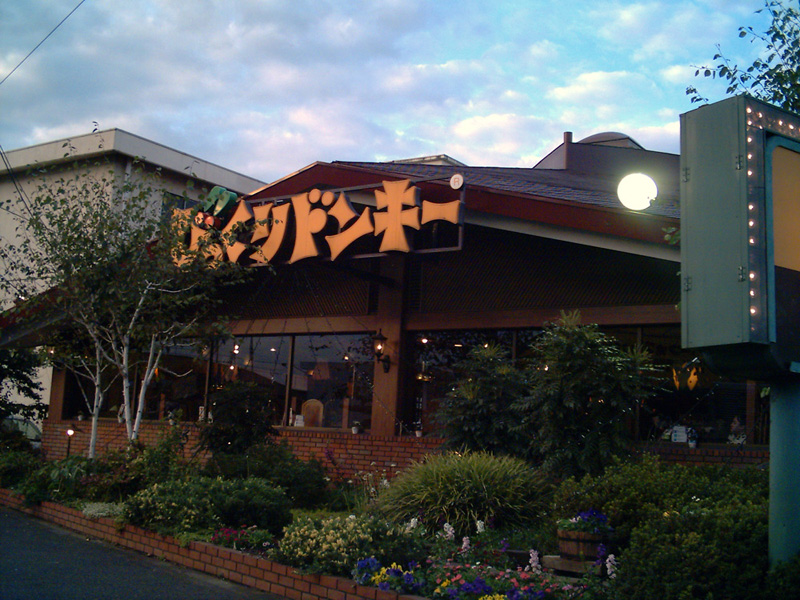
ぴっくりドンキー
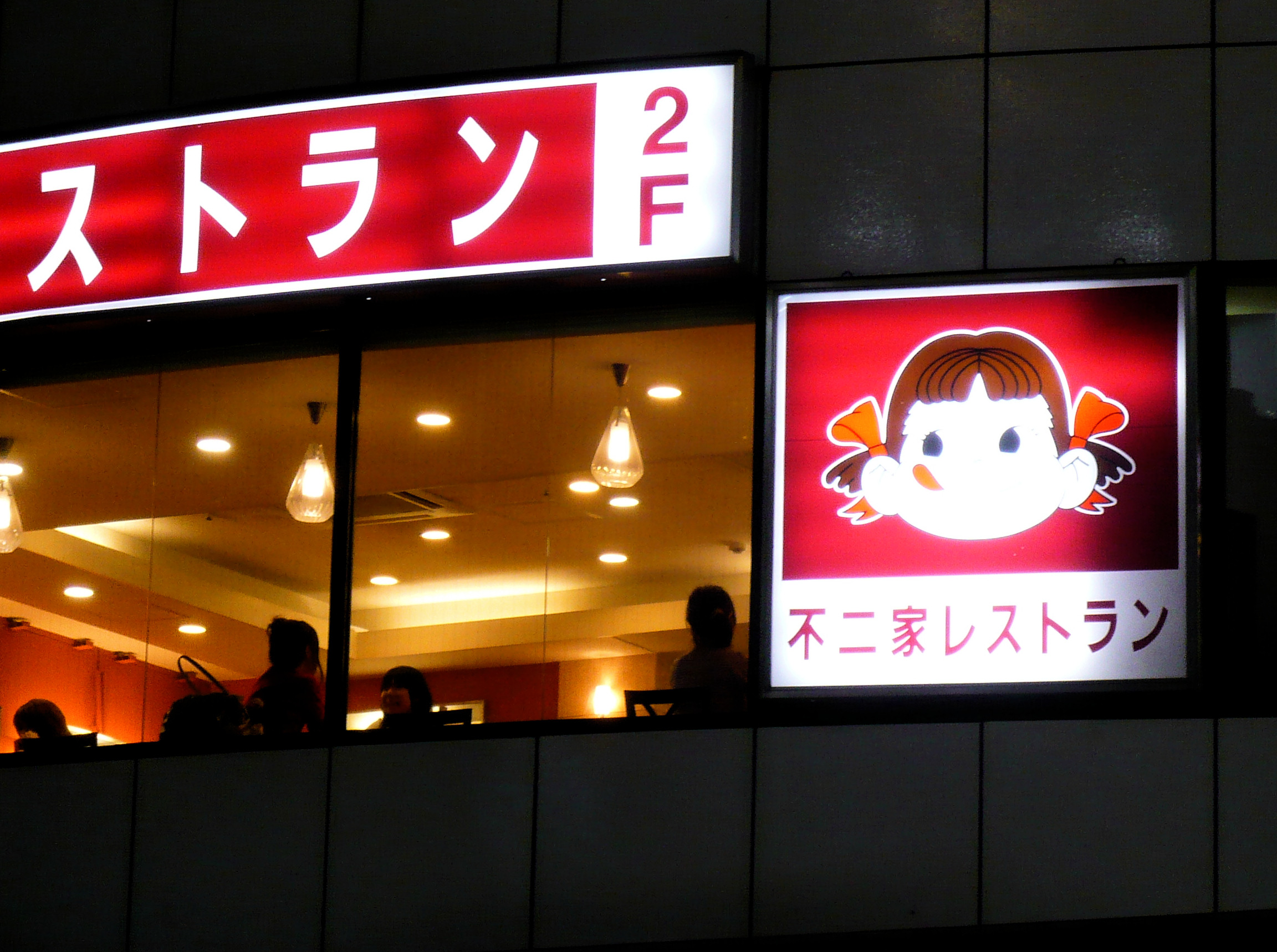
不二家レストラン
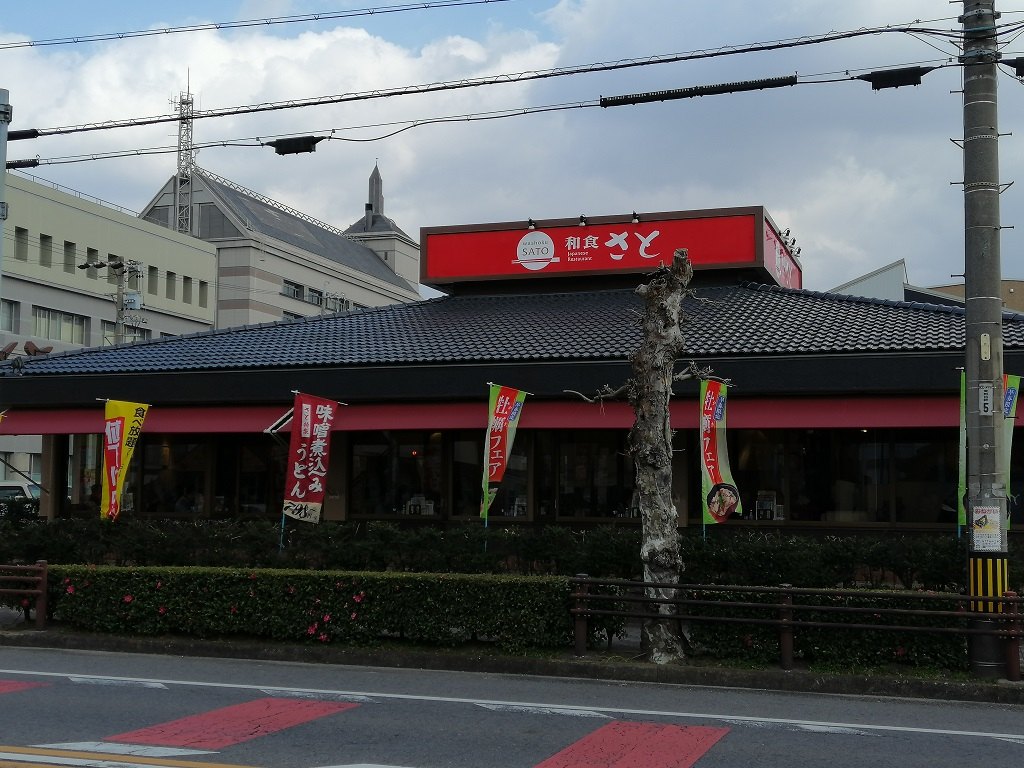
和食さと
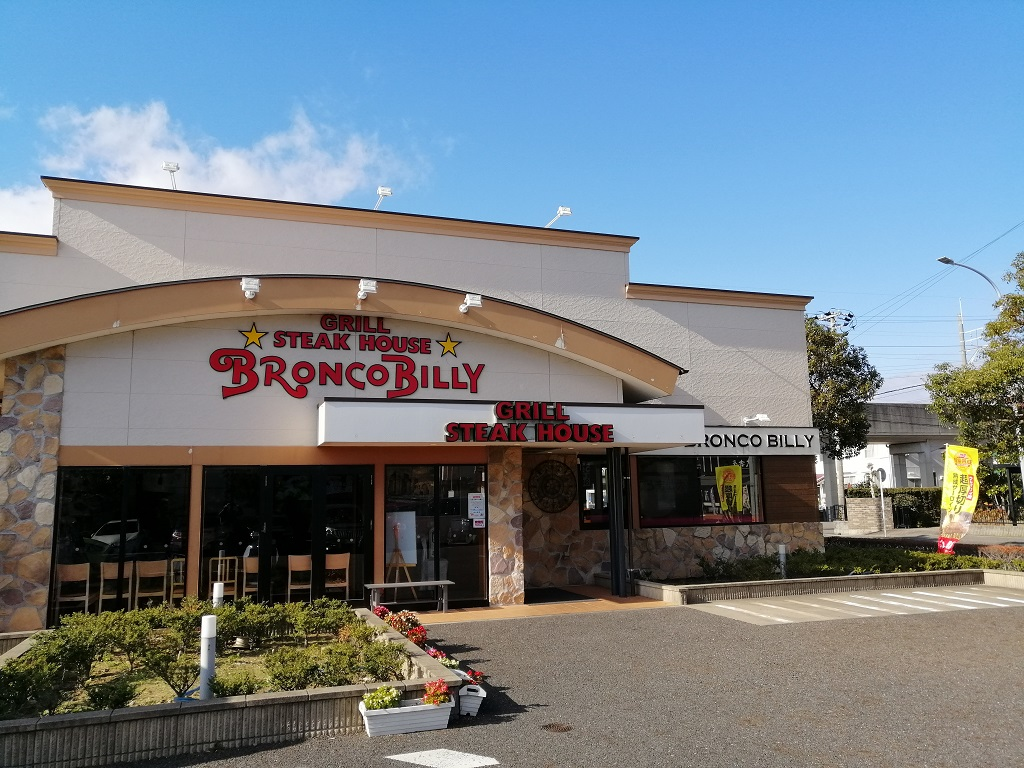
ブロンコビリー

### ローカルチェーン
- とんでん
- まるまつ（株式会社カルラ）
- 馬車道グループ
- ばんどう太郎
- あっぷるぐりむ
- フライングガーデン
- 炭焼きレストランさわやか（静岡県）
- ピッツァ&パスタるーぱん（埼玉県）

### かつて存在したチェーン
- CASA（コンパスグループ・ジャパン→アンドモワ）- セゾングループ解体後も西友などに店舗は現存する[21][22]。
- アンナミラーズ - ウェイトレスの制服で有名になった。
- ブロンズパロット（不二家フードサービス）- 不二家の実験的店舗。ウェイトレスの制服で知られた。
- コックドールエイト、グルメドール、グルメドールエイト
- アイホップ（長崎屋→ゼンショク）
- イエロープレーン（株式会社美濃吉、京都市東山区）
- わのか（京樽）
- カウボーイ家族（ロイヤルホールディングス）
- シャロン - 主力業態は高級ステーキ・鉄板焼・鍋レストラン「レストランシャロン」など。西日本を中心に飲食店を100店舗近く展開していた。

## 中国での展開
2000年代以降、中国では改革開放が進み、日本のファミリーレストランチェーンも多く進出した。しかし、ほとんどのファミリーレストランチェーンは順調には展開できなかった。その背景には、ファミリーレストランの主力メニューのハンバーグについて中国では挽肉に対してネガティブなイメージが持たれていたこと、メニュー構成は多様であったが炭水化物の多い主食がほとんどで冷菜や熱菜（肉や魚、野菜を加熱したもの）から注文する中国の外食の習慣に合わなかったこと、中国では食の西洋化があまり進んでいなかったことがあるといわれている。

## その他
深夜のファミリーレストランでは店内で利用者が寝ていることもしばしばあるが、これについては基本的には禁止行為とされており、店員に起こされて帰ってもらう場合があり、そうでなくても迷惑行為である。